# Zdeněk Matějovský
Zdeněk Matějovský (* 30. April 1930 in Prag; † 12. April 2014 ebenda) war ein tschechischer  Orthopäde und Hochschullehrer an der Karls-Universität Prag. Er war nicht nur ein bedeutender Kliniker und Wissenschaftler, sondern auch ein erfolgreicher Mittler zwischen Ost und West in der Zeit des  Kalten Krieges.

## Leben
Matějovský war langjähriges Mitglied der Arbeitsgemeinschaft Knochentumoren. Seine bereits verstorbene Ehefrau war Konsulin der Finnischen Republik in Prag. Er betätigte sich auch als ihr Fahrer und hatte dadurch einen Reisepass, der ihm auch Reisen ins westliche Ausland ermöglichte. Neben Gottfried Dominok gehörte Matějovský zu den Gründungsmitgliedern der Arbeitsgemeinschaft Knochentumoren der Staaten im Rat für gegenseitige Wirtschaftshilfe, die bis zur Perestroika bestand. Ein Ergebnis dieser AG war die gemeinsame Publikation der  Malignen Fibrösen Histiozytome aus den Fallsammlungen der Sowjetunion, Ungarns, der Tschechoslowakei und der  Deutschen Demokratischen Republik unter maßgeblicher Federführung von Matějovský, Dominok und Prof. Solowjew (Moskau). Auf den Tagungen der AG berichtete Matejovski regelmäßig von den Knochentumortagungen in Westeuropa und den  Vereinigten Staaten, an denen er mit eigenen Vorträgen teilnahm.
Sein gleichnamiger Sohn folgte ihm auf den Lehrstuhl.